# Hun Many
Hun Many (tiếng Khmer: ហ៊ុន ម៉ានី; sinh ngày 27 tháng 11 năm 1982) là một chính trị gia người Campuchia gốc Hoa hiện đang giữ chức Phó Thủ tướng kiêm Bộ trưởng Công vụ Campuchia. Ông là con trai út của Thủ tướng Campuchia Hun Sen và phu nhân Bun Rany. Trên ông còn hai người anh lớn tên là Hun Manet và Hun Manith. Many hiện là Đại biểu Quốc hội Campuchia, đại diện cho tỉnh Kampong Speu và kiêm chức Chủ tịch Liên đoàn Thanh niên Campuchia.
Ngày 21 tháng 2 năm 2024, ông được Quốc hội Campuchia bầu làm phó thủ tướng.

## Vinh danh

### Huy chương nước ngoài
- Padma Shri (Ấn Độ, công bố vào tháng 1 năm 2018)[2]